# Długie spodnie
Długie spodnie – amerykański film niemy z 1927 roku, w reżyserii Franka Capry. 

## Opis fabuły
Harry Shelby to rozpieszczany przez swych nadopiekuńczych rodziców chłopiec, który nigdy nie założył jeszcze długich spodni – rodzice zawsze kupowali mu takie sięgające do kolan. W dowód uznania dorosłości niespodziewanie otrzymuje w końcu wymarzone spodnie. Niemal natychmiast zaczyna myśleć, że wkrótce ożeni się z Priscillą, swoją sympatią z dzieciństwa. Na ich drodze stanie jednak Bebe, kobieta z miasta, w której niespodziewanie zauroczy się Harry.

## Obsada aktorska
- Gladys Brockwell (matka Harry'ego)
- Harry Langdon (Harry Shelby)
- Frankie Darro (młody Harry Shelby)
- Natalie Kingston
- Alan Roscoe (ojciec Harry'ego)
- Bud Jamison
- Alma Bennett (Bebe Blair)
- Priscilla Bonner (Priscilla)